# Apostolska nunciatura v Hondurasu
Apostolska nunciatura v Hondurasu je diplomatsko prestavništvo (veleposlaništvo) Svetega sedeža v Hondurasu, ki ima sedež v Tegucigalpi; ustanovljena je bila 30. septembra 1933.
Trenutni apostolski nuncij je Luigi Bianco.

## Zgodovina
Nunciatura je bila ustanovljena iz dotedanje apostolske nunciature v Srednji Ameriki.

## Seznam apostolskih nuncijev
- Albert Levame (24. januar 1934–12. november 1939)
- Federico Lunardi (31. oktober 1938–1948)
- Liberato Tosti (4. oktober 1948–1949)
- Antonio Taffi (9. januar 1950–1958)
- Sante Portalupi (29. januar 1959–27. september 1967)
- Lorenzo Antonetti (23. februar 1968–29. junij 1973)
- Gabriel Montalvo Higuera (14. junij 1974–18. marec 1980)
- Andrea Cordero Lanza di Montezemolo (25. oktober 1980–1. april 1986)
- Francesco De Nittis (10. april 1986–25. junij 1990)
- Manuel Monteiro de Castro (21. avgust 1990–12. april 1991)
- Luigi Conti (12. april 1991–15. maj 1999)
- George Panikulam (4. december 1999–3. julij 2003)
- Antonio Arcari (18. julij 2003–12. december 2008)
- Luigi Bianco (12. januar 2009–danes)